# Varanus flavescens
Espèce
Synonymes
- Monitor flavescens Hardwicke & Gray, 1827
- Varanus russelii Heyden, 1830
- Varanus picquotii Duméril & Bibron, 1836
- Monitor exanthematicus indicus Schlegel, 1844

Statut de conservation UICN

 LC  : Préoccupation mineure
Statut CITES
Le Varan jaune, Varanus flavescens, est une espèce de sauriens de la famille des Varanidae.

## Répartition
Cette espèce se rencontre dans les plaines de l'Indus, du Gange et du Brahmapoutre :
- au Pakistan au Pendjab ;
- en Inde dans les États du Bihar, du Pendjab, d'Uttar Pradesh, du Bengale-Occidental et d'Orissa ;
- au Népal ;
- au Bangladesh.

## Description
C'est un reptile terrestre et diurne, d'aspect massif avec une tête dans le prolongement du corps. Il est de couleur marron-ocre à jaune, irrégulier.

## Publication originale
- Hardwicke & Gray, 1827 : A synopsis of the species of saurian reptiles, collected in India by Major-General Hardwicke. The Zoological Journal, London, vol. 3, p. 214-229 (texte intégral)